# セルフィ (GUI)
セルフィ（SELFY）は、ココネ株式会社が運営するデジタルファッションブランド（オリジナルアバターサービス）。

## 概要
2006年、アットゲームズ内のオリジナルアバターとして株式会社ジークレストが開発。ゲームプレイやガチャで手に入れた着せ替えアイテムでセルフィを自由に着飾って他プレイヤーと交流することができる。定期的にファンイベントが開催されるなど人気を博し、アットゲームズ以外の国内外の様々なコンテンツにもセルフィが起用されるようになり、全世界1300万人以上に愛されるアバターブランドへと成長した。
2021年、cocone connect株式会社（現ココネ株式会社）に一切の権利が譲渡された。

## セルフィが用いられたサービス

### インターネットコミュニティ
- アットゲームズ（株式会社ジークレスト）
- mixiアプリ（セルフィちゃんねる）（株式会社MIXI）

### ソーシャルゲーム
- TinierMe（GCREST America, Inc.）
- ポケットランド（株式会社ジークレスト→ココネ株式会社）
- CocoPPa Play（ユナイテッドマーケティングテクノロジーズ株式会社）
- ClawKiss（ココネ株式会社）
- conpeito by SELFY（ココネ株式会社）

### コンシューマーゲーム
- SELFY COLLECTION　夢のスタイリスト（Nintendo Switch、株式会社ジークレスト）

## 書籍
- @games公式ガイドブック　セルフィタウンの歩きかた（エンターブレイン） ISBN 978-4047272156
- ポケットランド セルフィたちがすむところ（宝島社）ISBN 978-4800246011
- セルフィ 10th Anniversary BOOK Selfy Chronicle（アスキー・メディアワークス）

## 関連人物
- 原田たけひと - イラストレーター。セルフィの基本デザインを担当。
- 葉賀ユイ - 漫画家。原田たけひとと共にセルフィのデザインを担当。